# 山田大樹 (内野手)
山田 大樹（やまだ ひろき、1997年10月4日 - ）は、三重県鈴鹿市出身の元プロ野球選手（内野手）。右投左打。プロでは育成選手であった。

## 経歴

### プロ入り前
日本人の父とタイ人の母との間に出生。庄野小学校時に2年生から庄野シリウスで野球を始める。
平田野中学校を経て、菰野高等学校へ進学。1年秋から4番を務め、2年春からエースとなった。2年の夏は投打の柱としてチームを引っ張り三重県大会準決勝のいなべ総合高校戦では完封勝利をマークするが、決勝では三重高校に1-14と大敗を喫し、甲子園出場は果たせなかった。秋には怪我で県大会は投げれずにようやく春に復帰する。3年の夏は3回戦で津田学園高校の出口匠と投げ合い、3-4で競り負けた。
2015年のNPB育成ドラフト会議で、東北楽天ゴールデンイーグルスに育成2巡目で指名。支度金200万円、年俸240万円（金額は推定）という条件で、育成選手（内野手）として入団した。背番号は127。楽天は同会議で高校時代に投げ合った出口を内野手として育成1巡目で指名し、プロではチームメイトになった。

### プロ入り後
2016年には、イースタン・リーグ公式戦への出場機会がなく、支配下選手登録にも至らなかった。シーズンの終了後には、みやざきフェニックス・リーグで実戦経験を積んだ。
2017年には、イースタン・リーグ公式戦21試合に出場。通算57打席で打率が.115にとどまり、三振数（20）は安打数（6）の3倍以上に達した。9月20日には、ベースボール・ファースト・リーグ（関西地方の独立リーグ）選抜チームとの練習試合（楽天イーグルス泉練習場）で服部健太（和歌山ファイティングバーズ）から満塁本塁打を放った。
2018年4月17日の対北海道日本ハムファイターズのイースタン・リーグ公式戦（楽天生命パーク宮城）で、吉田侑樹より公式戦における二軍初本塁打を記録した。最終的にイースタン・リーグ公式戦63試合に出場し、4本塁打を記録。しかしながら前年同様に打率は.194と2割を切り、三振数（42）も安打数（28）を上回った。10月31日、自由契約公示され、再契約された。
2019年も育成選手としてシーズンを送った。イースタン・リーグ公式戦45試合に出場して3本塁打を記録するも、.202の低打率で、安打数（22）を上回る三振数（40）を記録。10月1日、戦力外通告を受けた。11月12日に大阪シティ信金スタジアムで開催された12球団合同トライアウトに参加し、4打席に立って1安打2三振の成績だった。

### 楽天退団後
楽天退団後は、社会人軟式野球の三甲に所属。

## 選手としての特徴・人物
投手としては、高校時代にストレートで最速147km/hを計測。打者としては、高校在学中の対外試合で通算30本塁打を放っている。
プロ野球で対戦したい投手に、菰野高校の先輩・西勇輝を挙げている。山田と西を指導した同校の戸田直光監督は、「山田の身体能力は西より高く、パワーもスピードもある」と評価している。
趣味は散歩。

## 詳細情報

### 年度別打撃成績
- 一軍公式戦出場なし

### 背番号
- 127（2016年[4] - 2019年）

### 登場曲
- 「全力REAL LIFE」Little Glee Monster（2016年 - ）[14]